# Kurt Seiler
Kurt Seiler-Saxer (* 19. August 1921; † 22. Mai 2014) war ein Schweizer Musik- und Theaterschaffender aus Hägglingen im Kanton Aargau. Von Beruf war er Primarlehrer. Er dirigierte Chöre und Jodelklubs, komponierte und textete eigene Lieder. Einer seiner Schwerpunkte war das Kindertheater.
1987 wurde er für seine musikalische Verdienste mit dem Goldenen Violinschlüssel ausgezeichnet.